# Kalle Ankas julbok
Kalle Ankas julbok är en Disneytidning som har kommit ut i Sverige sedan 1941. Tidningen/albumet kommer ut på vintern varje år. Från och med 1960 så heter den bara "Kalle Anka". Kalle Ankas julbok innehåller en eller två sidors serier av bland andra Al Taliaferro.
2017 kom den sista Kalle Ankas julbok ut och lades sedan ned. 